# Aéronef ultraléger motorisé
« ULM » redirige ici. Pour les autres significations, voir Ulm (homonymie).

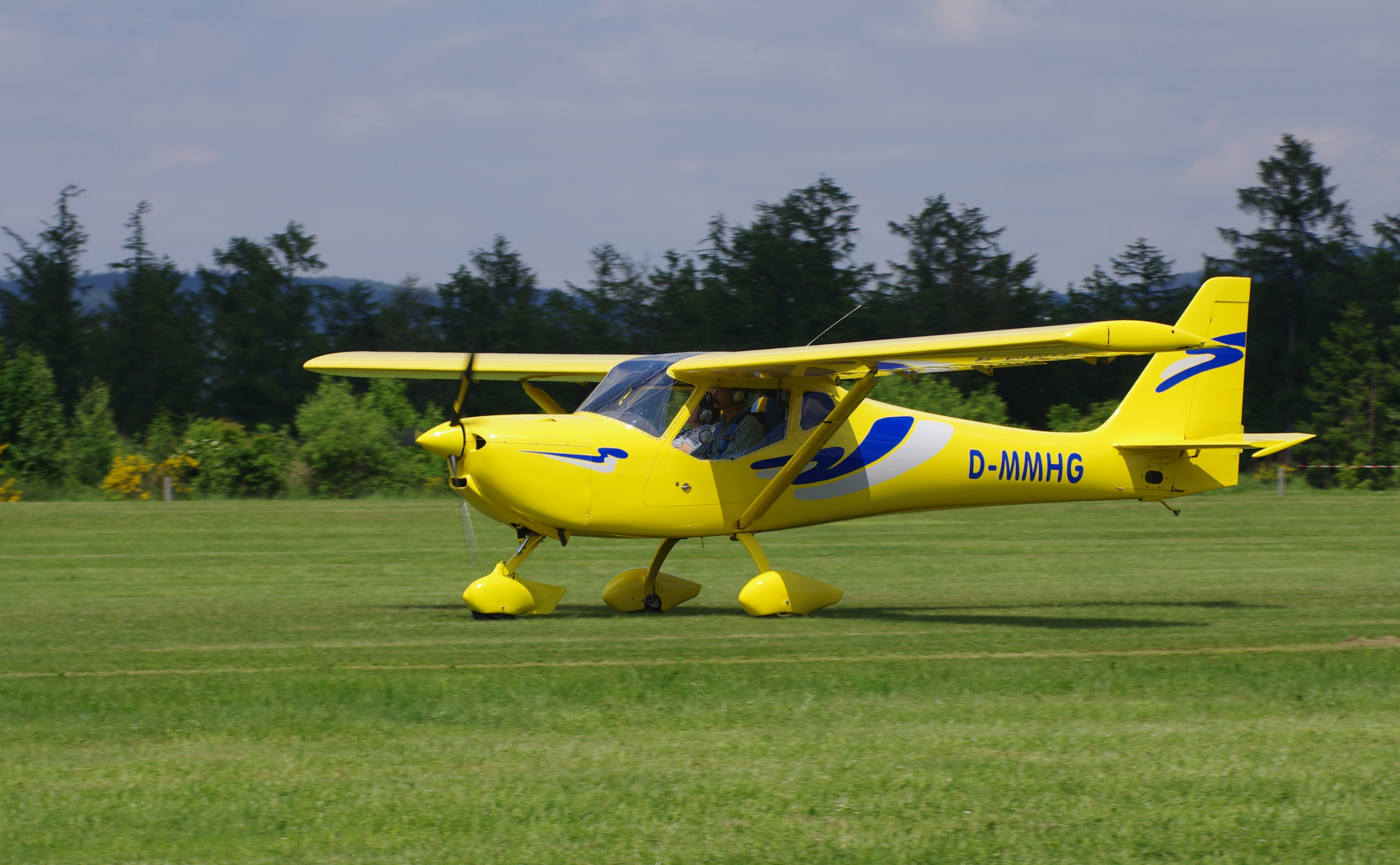
Un ULM multiaxe de type FK aircraft Fk9.

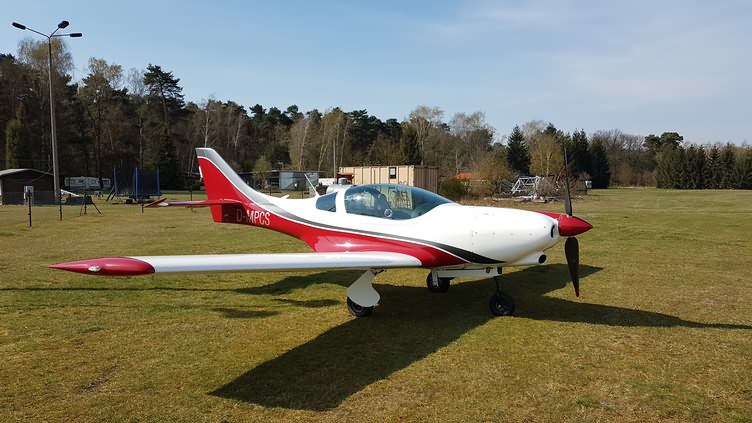
Multiaxe de type JMB VL-3 Evolution.

Un ultra-léger motorisé, couramment appelé ULM, est un aéronef ultraléger muni d'un moteur et dont les conditions de navigabilité spécifiques sont simplifiées par rapport à la certification d'un avion léger et soumis à une licence de pilotage plus simple que la licence de pilote privé. Les ULM sont autorisés à décoller et atterrir hors des aérodromes, et nécessitent des distances plus réduites que les avions légers, bien que les plus performants se rapprochent de ceux-ci.

## Histoire de l'aviation ultra-légère

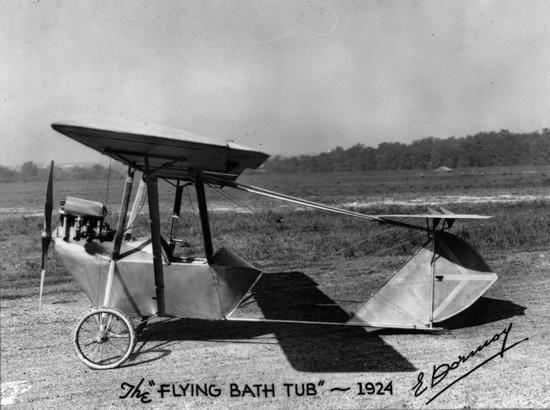
« Baignoire volante » (Dormoy's en, 1924), précurseur des ultra-légers motorisés.

Les débuts de l'ultraléger motorisé remontent aux débuts de l'aviation, avec le travail précurseur d'Étienne Dormoy à Dayton, dans l'Ohio, entre 1919 et 1924 et à son Flying Bathtub de 1924. Son histoire est donc relativement récente.
Le mouvement ULM est issu du vol libre dont le deltaplane était le premier représentant. L'aile Rogallo a été inventée par l'Américain Francis Rogallo en 1936, mais ce n'est qu'en 1972 que le premier deltaplane a été construit sous sa forme actuelle.
Très rapidement, l'idée de s'affranchir du relief pour décoller par leurs propres moyens, poussa une poignée de pilotes de vol libre à adjoindre un moteur de tronçonneuse sur de simples ailes delta. Des pionniers comme Roland Magallon et son Mosquito 210 ou encore comme Jean-Marc Geiser avec son Motodelta, mariage entre une aile Danis et un tricycle motorisé dont le premier vol eut lieu en 1974 et présenté au Salon du Bourget en 1975, ont ouvert la voie à d'autres machines construites sur le même principe. Les premiers ULM étaient des pendulaires. Le monde de l'ULM s'est énormément développé au cours des années 1980, conquérant chaque année de nouveaux adeptes.
La Fédération française de planeur ultra-léger motorisé a été créée en 1981, soit quelques années après l'apparition des ULM dans l'espace aérien français. Association française loi de 1901, la FFPLUM gère le mouvement ULM en France et regroupe la majorité des adeptes de cette discipline. Elle est agréée par le ministère de la Ville, de la Jeunesse et des Sports et bénéficie d'une délégation de l'État pour la gestion des activités ULM dans la pratique sportive. Elle est également inscrite au Code de l'aviation civile.
La Fédération représente le mouvement ULM auprès des pouvoirs publics. Elle est représentée au sein de la Fédération aéronautique internationale (FAI) et participe aux travaux de la Commission internationale de micro-aviation (CIMA), organisme qui regroupe les différentes fédérations internationales d'ULM et gère les compétitions au niveau international (championnats d'Europe et du Monde).
Elle est membre du Conseil national des fédérations aéronautiques et sportives (CNFAS). Elle est reconnue d'utilité publique.

## En France
L'ULM est régi en France par l'arrêté du 23 septembre 1998 (modifié le 24 juin 2019) relatif aux aéronefs ultra-légers motorisés.

### Classe 1 (dite paramoteur)

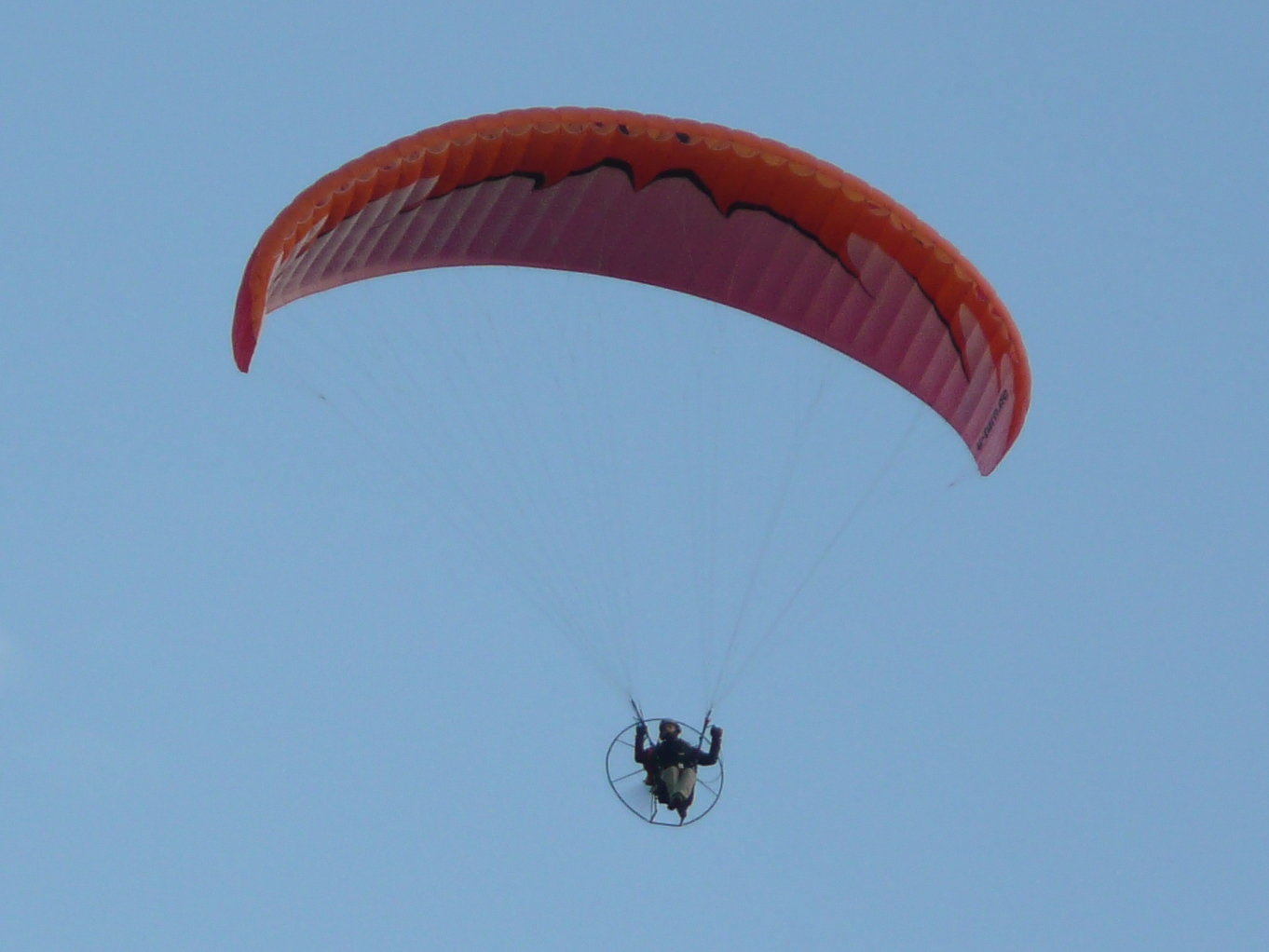
Paramoteur

Un paramoteur est un aéronef monomoteur sustenté par une voilure souple ou de type parapente. Il répond aux conditions techniques suivantes :
- la puissance maximale est inférieure ou égale à 60 kW pour un monoplace et à 75 kW pour un biplace ;
- la masse maximale est inférieure ou égale à 300 kg pour les monoplaces et 450 kg pour les biplaces.

Il existe une sous-classe 1A dite « à motorisation auxiliaire » qui répond aux conditions techniques suivantes :
- le nombre de places est égal à un ;
- la puissance maximale est inférieure ou égale à 30 kW ;
- la masse maximale est inférieure ou égale à 170 kg ;
- la charge alaire à la masse maximale est inférieure à 30 kg m−2.

### Classe 2 (dite pendulaire)

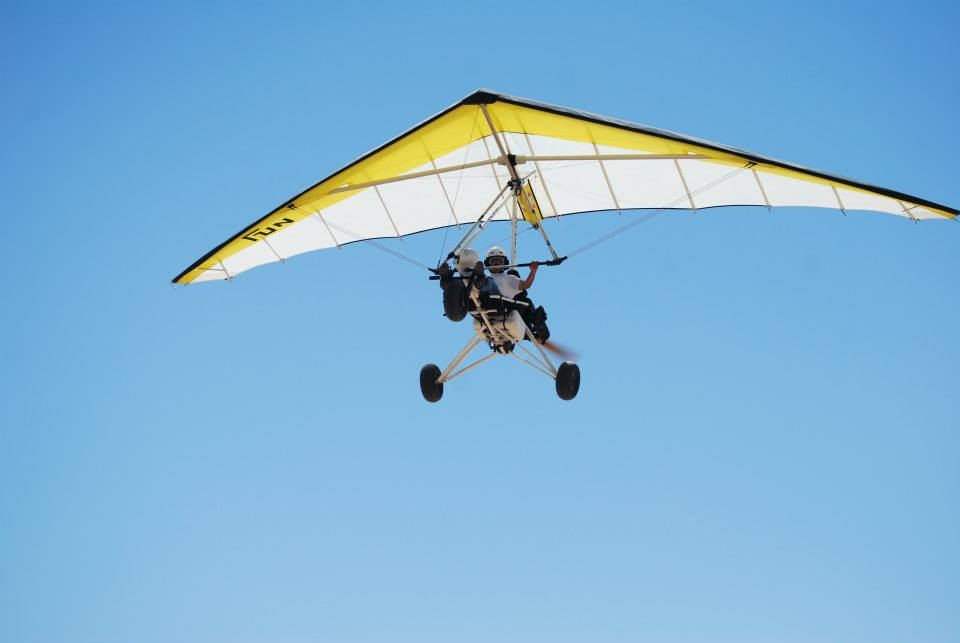
pendulaire en vol

Un pendulaire est un aéronef monomoteur sustenté par une voilure semi-rigide sous laquelle est généralement accroché un chariot motorisé. Il répond aux conditions techniques suivantes :
- la puissance maximale est inférieure ou égale à 45 kW pour un monoplace et à 60 kW pour un biplace ;
- la masse maximale est inférieure ou égale à 300 kg pour les monoplaces et 450 kg pour les biplaces, ces masses peuvent être augmentées de 5 % dans le cas où l'ULM est équipé d'un parachute de secours, ou de 10 % dans le cas d'un ULM à flotteurs. Le parachute et son installation répondent à des conditions techniques fixée par le ministre chargé de l'Aviation civile ;
- la vitesse de décrochage ou la vitesse constante minimale de vol en configuration d'atterrissage (Vs0) ne dépasse pas 65 km/h en vitesse conventionnelle (Vc).

Il existe une sous-classe 2A dite « à motorisation auxiliaire » qui répond aux conditions techniques suivantes :
- le nombre de places est égal à un ;
- la puissance maximale est inférieure ou égale à 30 kW ;
- la masse maximale est inférieure ou égale à 170 kg ;
- la charge alaire à la masse maximale est inférieure à 30 kg m−2.

### Classe 3 (dite multiaxes)

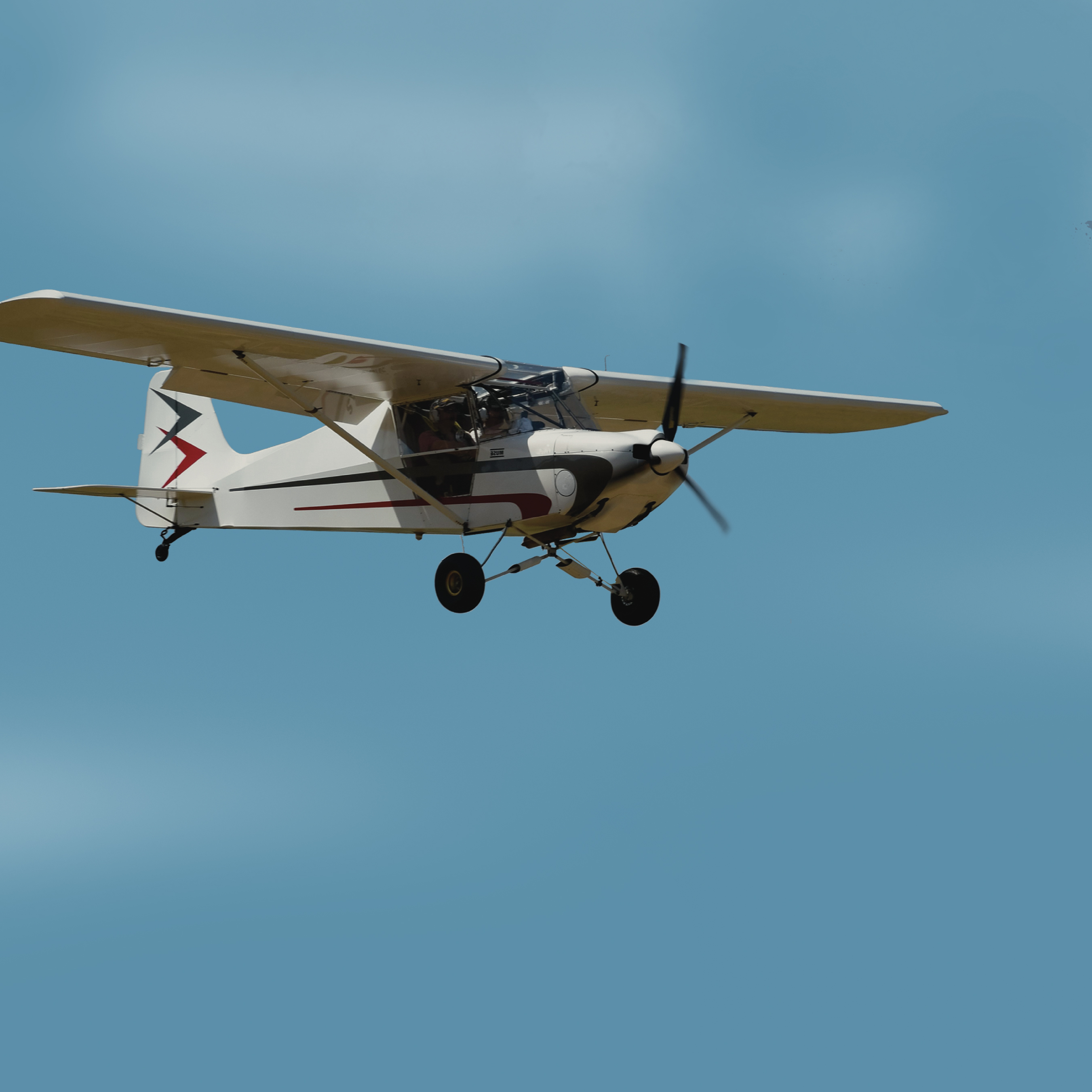
Multiaxe de type Humbert Aviation Tétras.

Un ULM multiaxes est un avion au sens commun du terme et selon la définition du code de l'aviation civile, c'est-à-dire un aéronef sustenté par une voilure fixe. Il est appelé « multiaxes » en référence à ses différentes surfaces de gouverne (profondeur, direction et ailerons) qui définissent plusieurs axes de commande de vol, ce qui le différencie des autres classes d'ULM et l'assimile à un avion. Il est aussi appelé « avion ultraléger » ou « avion ULM ». D'autre part, certains modèles d'avions commercialisés aujourd'hui coexistent à la fois en version ULM et en version avion certifié tel que le Aerospool WT9 Dynamic ou encore le Dyn'Aéro MCR 01.
Il répond aux conditions technique suivantes :
- la puissance maximale est inférieure ou égale à 65 kW pour un monoplace et à 80 kW pour un biplace ;
- la masse maximale est inférieure ou égale à 330 kg pour les monoplaces et 500 kg pour les biplaces, ces masses peuvent être augmentées de 5 % dans le cas où l'ULM est équipé d'un parachute de secours, ou de 9 % dans le cas d'un ULM à flotteurs. Le parachute et son installation répondent à des conditions techniques fixée par le ministre chargé de l'Aviation civile ;
- la vitesse constante minimale de vol en configuration d'atterrissage ne dépasse pas 70 km/h en vitesse conventionnelle.

Il existe une sous-classe 3A dite « à motorisation auxiliaire » qui répond aux conditions techniques suivantes :
- le nombre de places est égal à un ;
- la puissance maximale est inférieure ou égale à 30 kW ;
- la masse maximale est inférieure ou égale à 170 kg ;

### Classe 4 (dite autogire ultraléger)

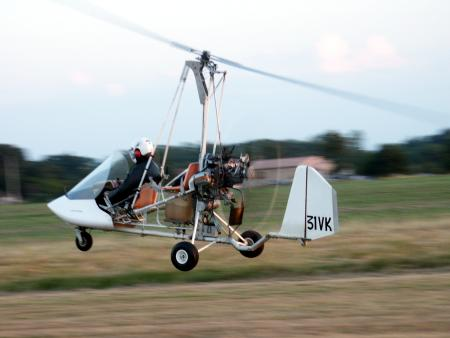
Autogire.

Un autogire ultraléger répond aux conditions techniques suivantes :
- la puissance maximale est inférieure ou égale à 85 kW pour un monoplace et à 105 kW pour un biplace ;
- la masse maximale est inférieure ou égale à 330 kg pour les monoplaces et 500 kg pour les biplaces. Ces masses peuvent être augmentées de 5 % dans le cas d'un autogire équipé d'un parachute de secours ;
- la charge rotorique à la masse maximale est comprise entre 4,5 et 12 kg m−2.

### Classe 5 (dite aérostat dirigeable ultraléger)

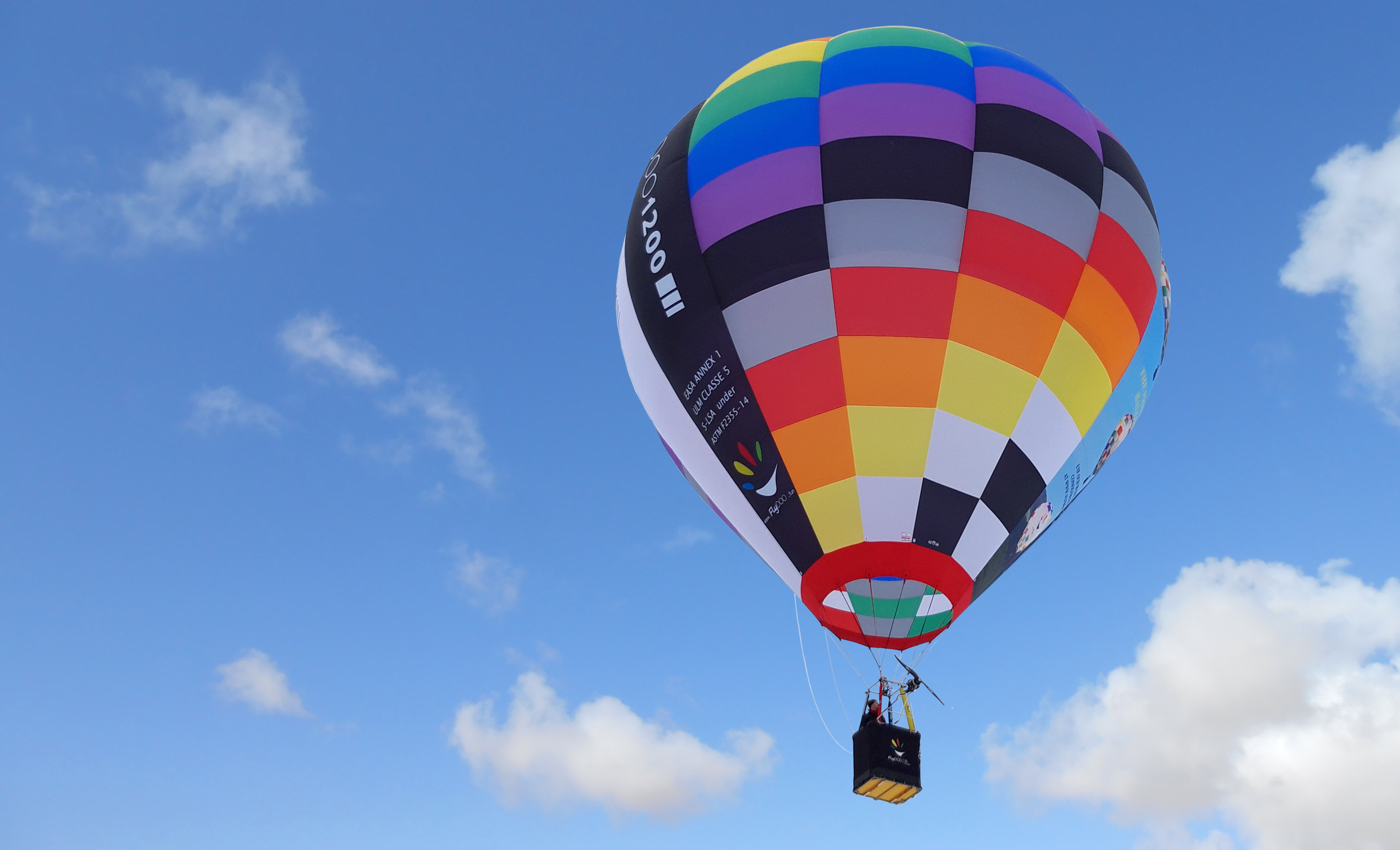
Ballon ultra léger motorisé.

Un aérostat dirigeable ultraléger répond aux conditions techniques suivantes :
- la puissance maximale est inférieure à 75 kW pour un monoplace ou à 90 kW pour un biplace ;
- pour un multimoteur, ces valeurs sont les puissances cumulées ;
- le volume de l'enveloppe d'hélium est inférieur ou égal à 900 m3 ;
- le volume de l'enveloppe d'air chaud est inférieur ou égal à 2 000 m3.

### Classe 6 (dite hélicoptère ultraléger)

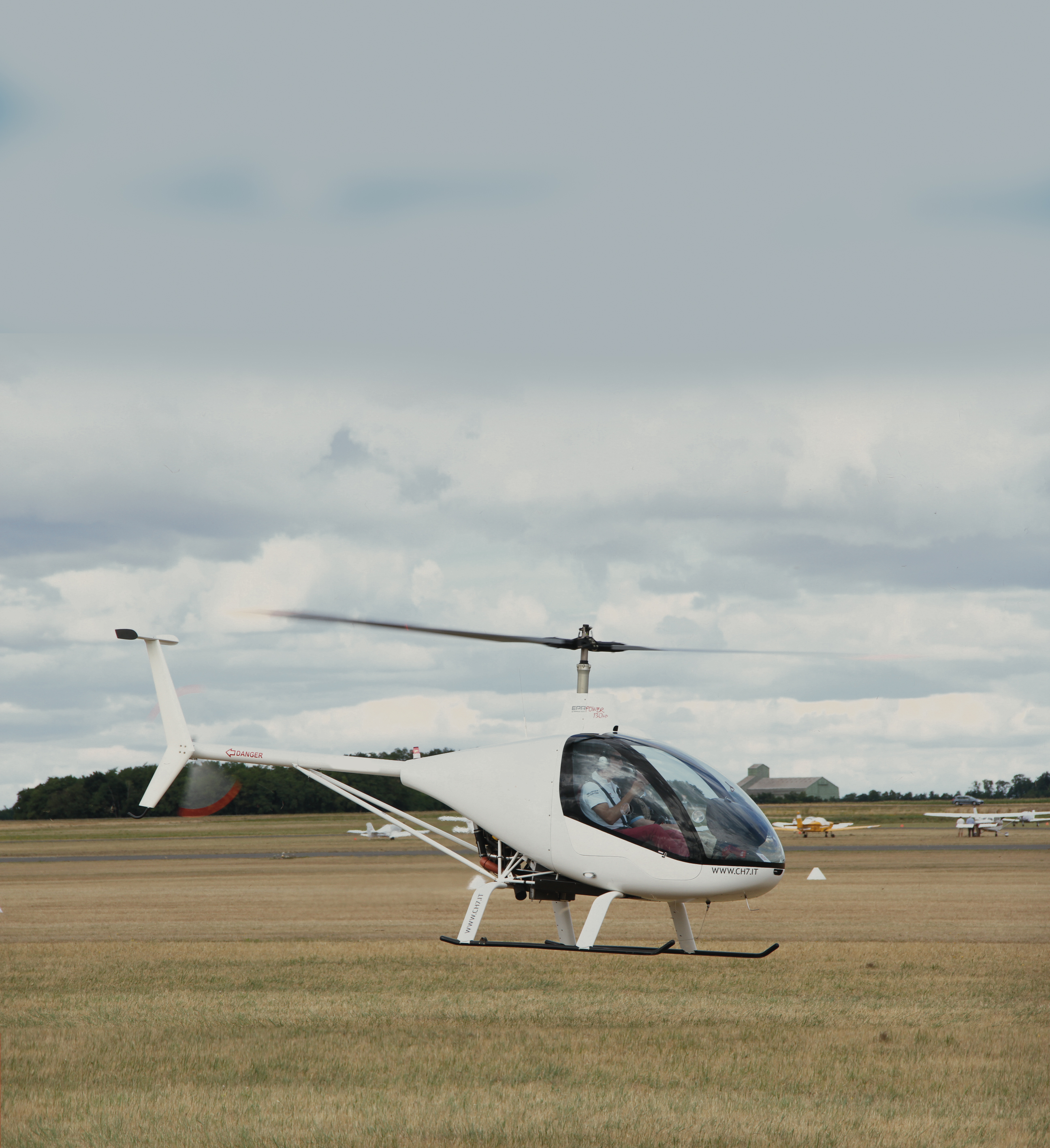
Hélicoptère ultra léger Heli-Sport CH-7.

Un hélicoptère ultraléger répond aux conditions techniques suivantes :
- monomoteur dont la puissance maximale est inférieure ou égale à 85 kW pour un monoplace et à 105 kW pour un biplace ;
- la masse maximale est inférieure ou égale à 330 kg pour un monoplace et à 500 kg pour un biplace. Ces masses peuvent être augmentées de 5 % dans le cas d'un hélicoptère équipé d'un parachute de secours et de 9 % dans le cas d'un hélicoptère à flotteurs ;
- la charge rotorique à la masse maximale est comprise entre 8 et 20 kg m−2.

### Évolution de la réglementation
La réglementation en France a fortement évolué au fil des années.
Loi du 23 septembre 1998
La masse maximale, la puissance maximale continue et la vitesse de décrochage sont définies.
Exemple pour un classe 3 biplace :
- Masse maximale : 450 kg
- Puissance maximale continue : 60 kW (81 ch)
- Vitesse de décrochage : 35 kt (65 km/h)

Loi du 4 mars 2004
La puissance maximale est ajoutée au texte.
Exemple pour un classe 3 biplace :
- Puissance maximale : 75 kW (101 ch)

Loi du 28 octobre 2010
La puissance maximale continue est supprimée du texte. Il ne subsiste donc que la puissance maximale.
Loi du 24 juin 2019
La masse maximale, la puissance maximale et la vitesse de décrochage changent.
Exemple pour un classe 3 biplace :
- Masse maximale : 500 kg
- Puissance maximale : 80 kW (109 ch)
- Vitesse de décrochage : 38 kt (70 km/h)

Loi du 13 août 2024 (ULM-S)
En 2024, à l'initiative de Turbotech et en concertation avec la DGAC, la réglementation pourrait évoluer et passer la masse maximale à 575 kg (600 kg avec parachute), tout en conservant la puissance maximale de 109 ch,. Mais la fédération FFPLUM ne semble pas prête pour ce changement pour tous les ULMs. En 2024, 14 pays sur 27 ont adopté une réglementation ULM à 575 kg (600 kg avec parachute) au prix de contraintes supplémentaires.
La catégorie ULM-S (ultralégers motorisés spéciaux) est finalement définie le 13 août 2024. Elle ne concerne que les ULMs équipés d'un moteur à turbine.
Exemple pour un classe 3 biplace :
- Moteur à turbine uniquement
- Masse maximale : 575 kg (600 kg avec parachute)
- Puissance maximale : 80 kW (109 ch)
- Vitesse de décrochage : 45 kt (83 km/h)

Light sport aircraft (LSA)
La catégorie européenne Light sport aircraft passe la masse maximale à 600 kg, sans limite de puissance et avec une vitesse de décrochage de 45 kt (83 km/h). Mais la France a choisi d'être exemptée de cette réglementation européenne et de conserver ses définitions ULM nationales.
En 2019, en Europe, seules l'Allemagne et la République Tchèque ont adopté la catégorie LSA.

### Qualification

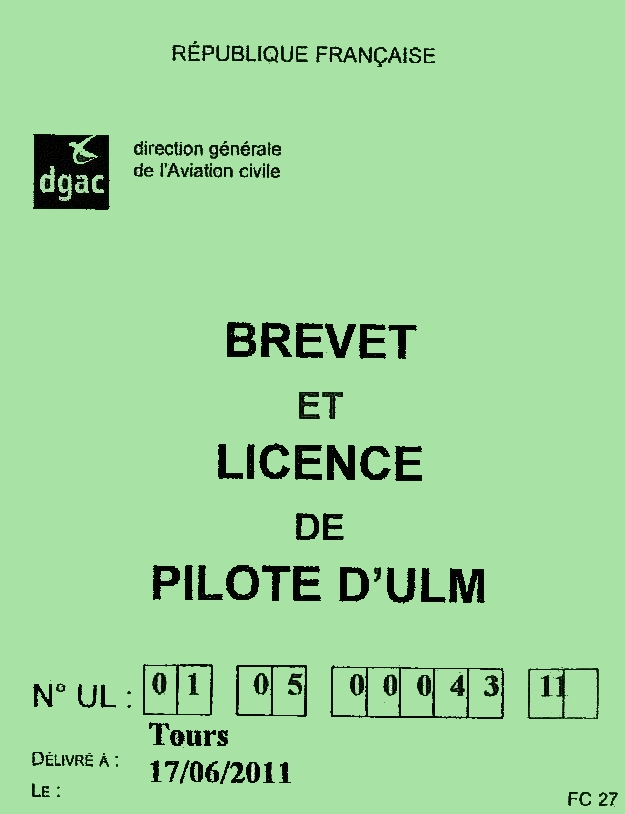
Brevet de pilote d'ULM délivré en France par la Direction générale de l'Aviation civile.

En France, la pratique de l'ULM nécessite l'obtention du brevet de pilote ULM. Le pilotage est autorisé dès l'âge de 15 ans. Le brevet est obtenu après la réussite à une épreuve théorique consistant en un questionnaire à choix multiples composé de 60 questions, dont sont dispensés les titulaires d'une licence de pilote d'aéronef d'une autre catégorie (planeur, avion léger, etc.), et d'une épreuve pratique composée d'une épreuve en vol et d'une épreuve au sol, menées par un instructeur, en général l'instructeur qui a conduit la formation du pilote.
Le contenu de la formation pratique n'est pas réglementé, bien qu'en général elle comporte quelques vols seuls à bord sous la supervision de l'instructeur qui reste en bord de piste, comme c'est la règle pour la formation des pilotes des autres catégories d'aéronefs. Le brevet est délivré par la direction générale de l'Aviation civile (DGAC) dès lors que l'élève-pilote est en possession de l’attestation de réussite aux épreuves théoriques (QCM) et que l'instructeur a constaté la réussite des épreuves au sol et en vol. Le brevet délivré n'est valable que pour la classe d'ULM utilisée lors de la formation initiale.
Aucune visite médicale spécifique aéronautique n'est demandée pour pratiquer l'ULM. En application de l'article 5 de la loi no 99-223 du 23 mars 1999 : « La première délivrance d'une licence sportive est subordonnée à la production d'un certificat médical attestant l'absence de contre-indication à la pratique des activités physiques et sportives », un simple certificat médical délivré par tout médecin n'est nécessaire que pour les élèves pilotes qui souhaitent être formés au sein d'une association sportive membre de la fédération, appelée en général aéroclub. La réglementation n'impose aucune pratique régulière aux pilotes pour le maintien de la licence d'ULM quand bien même le bon sens et la sécurité générale des vols le préconisent. Le carnet de vol n'est pas obligatoire.
Il existe des qualifications particulières pour deux activités spécifiques :
- la radiotéléphonie en langue française[16] ;
- l'emport d'un passager après quelques dizaines d'heures de vol en solo et un test en vol validé par un instructeur.

Une déclaration de niveau de compétence (DNC) est exigée pour :
- la pratique de la photographie aérienne ;
- le tractage de banderole ;
- l'épandage aérien ;
- le largage de parachutistes.
- etc.[17]

Il existe aussi un certificat l'aptitude pour au remorquage de planeurs par ULM, qui est de plus en plus utilisé en raison d'un coût d'exploitation bien moindre qu'en utilisant un avion léger. Notons qu'il est exigé pour cette qualification que le pilote ULM remorqueur soit lui-même pilote de planeur

### Identification
Les ULM nécessitent en France une identification mais leur suivi technique est de la responsabilité du propriétaire (Identification = système déclaratif, Immatriculation = certification).
Comme tous les engins volants, un ULM est soumis aux règles de circulation aérienne. Ces règles sont appelées règles de l'air. Ils sont de plus limités au mode dit de vol à vue : vol durant le jour aéronautique, en dehors des nuages, avec une visibilité minimale et la vue du sol.
Renseignements en France :
- pour les pilotes non sportifs et les professionnels : Syndicat National des Pilotes et Professionnels de l’Aviation Légère (SNPPAL[19]) ;
- pour les pilotes à titre sportif ou non sportifs, activités professionnelles et de loisir : Fédération Française des Planeurs Ultra Légers (FFPLUM).

### ULM ou avion léger?
Le terme « avion léger » désigne ici un avion doté d'un Certificat de Navigabilité (CDN) délivré par l'autorité Française de régulation de l'aviation civile (la DGAC), par opposition aux ULM, qui sont certifiés par leur constructeur (auto-certification).
Ni mieux ni moins bien, la philosophie des deux catégories est différente et correspond à un usage différent :
- la délivrance du brevet est faite par le même organisme (en France, par la DGAC) dans les deux catégories. Mais la formation est différente, plus légère, rapide et appliquée pour l'ULM. L'examen théorique est plus court. Un pilote avion léger (PPL ou CPL) a automatiquement l'équivalence du théorique ULM, mais pas réciproquement. En France, depuis l’arrêté du 4 mai 2000, il n'y a plus d'équivalence. Si vous êtes titulaire d'un brevet de pilote avion léger, d'hélicoptère, de planeur ou de ballon libre, ou encore d'une licence étrangère, vous êtes uniquement dispensé du certificat d'aptitude théorique commun ULM ;
- l'ULM est plutôt destiné à la promenade ou aux petits voyages avec la possibilité de pratiquer à partir de terrains privés. Il est limité en capacité d'emport (seulement deux personnes à bord pilote compris) et la limite des 500 kg[20] de masse maximale au décollage (MTOW) est handicapante pour partir à deux avec le plein d'essence sur des machines de plus de 300 kg à vide. Cependant la plupart des machines (tubes et toile), ne dépassant pas (en version de base) un poids à vide de 250 kg, laissent une marge de 250 kg de charge emportée puisque la limite est de 500 kg en vol. Certains terrains (région parisienne, Cannes, etc.) sont interdits aux ULM (raisons de sécurité où la cohabitation ULM / avions de ligne est impossible (vitesses, turbulences de sillage, etc.)), sauf dérogation. L'avion léger, plus puissant et donc souvent plus rapide (sauf les ULM « haut de gamme » croisant à 250 km/h et plus) et avec plus d'autonomie est donc plutôt destiné aux voyages plus longs, avec plus de passagers et de bagages ;
- l'ULM est souvent moins confortable et moins bien équipé que les avions légers (sauf les « haut de gamme »), et donc plus sensible aux conditions météorologiques, pour la navigation comme pour le vol (limitation au vent de travers, sensibilité aux turbulences à cause d'une charge alaire plus faible). Le vol à vue de nuit est interdit aux ULM, mais possible en avion léger ;
- l'ULM est moins coûteux. Le coût d'heure de vol variant de 50 à 150 € pour un ULM contre 100 à 200 € pour l'avion léger, cela explique également que la moyenne annuelle d'heures de vol des pilotes est de 2 à 3 fois plus importante en ULM qu'en avion léger. L'utilisation des terrains ULM est généralement gratuite alors que beaucoup d'aérodromes et d'aéroports ont des taxes d'atterrissage ;
- l'ULM a une réglementation dépendant de chaque pays, rendant les voyages à l'étranger parfois plus complexes à mettre en œuvre (ces dernières années, Europe oblige, il y a une tendance à l'harmonisation des règles, grâce à l'influence auprès des politiques de l'EMF (European Microlight Federation) qui « chapeaute » toutes les fédérations européennes, tout du moins, celles qui y adhèrent). La Suisse interdit la plupart des ULM, l'Italie ne veut pas les voir et encore moins les entendre dans ses espaces contrôlés (l'EMF œuvre pour faire changer ces comportements, la clairance radio obligatoire dans les espaces contrôlés pour les ULM comme les avions légers, autorise ceux-ci à circuler dans ces espaces (France), l'Italie devrait suivre.). Un avion léger certifié (par un organisme de contrôle, exemple Veritas), peut aller partout dans le monde (après clairance radio et dépôt d'un plan de vol en cas de passage de frontières) ;
- l'ULM n'impose pas de minimum d'heures de vol, de qualification montagne, de certificat médical aéronautique. C'est au pilote d'estimer ses capacités ;
- les ULM, de par leur légèreté et leur simplicité, ne sont pas soumis aux procédures de certification des avions légers, ce qui participe à leur moindre coût, mais ne garantit pas le même niveau de sécurité[21].

### Nombre de pratiquants en France
Le nombre de pratiquants du vol sur ULM en France était de 7 417 en 2002, à comparer aux 47 571 pilotes d'aviation légère.
Le nombre d'adhérents à la Fédération française d'ULM était de 11 300 en 2006 puis d'environ 15 000 depuis 2013. Mais il est difficile de chiffrer exactement le nombre d'amateurs d'ULM, car l'adhésion à la FFPLUM n'est pas obligatoire pour les vols hors compétition.

### Activité économique liée à l'ULM
Le développement de la pratique de l'ULM a contribué à celui d'activités annexes, que ce soit l'instruction, la vente et l'entretien des machines, le tourisme (découverte d'une région…) ou autres (emport de banderoles publicitaires, travail photographique , etc.).[réf. nécessaire]

## Dans le monde

### Belgique
L'arrêté royal du 25 mai 1999 modifié fixe les conditions particulières imposées pour l'admission à la circulation aérienne des aéronefs ultra-légers motorisés. La réglementation distingue les ULM proprement dits (à commandes aérodynamiques) et les DPM (pendulaires).
On désigne aéronef ultra-léger motorisé, un avion ou amphibie de type monoplace ou biplace dont la vitesse de décrochage Vso (configuration d'atterrissage, moteur au ralenti) n'excède pas 65 km/h CAS, et dont la masse maximale autorisée au décollage (MTOW) ne dépasse pas :
- 300 kg pour l'avion monoplace ;
- 315 kg pour un avion monoplace équipé d'un système de parachute de secours fixé à la cellule ;
- 450 kg pour l'avion biplace ;
- 472,5 kg pour un avion biplace équipé d'un système de parachute de secours fixé à la cellule ;
- 330 kg pour l'avion amphibie ou monté sur flotteurs, monoplace ;
- 495 kg pour l'avion amphibie ou monté sur flotteurs, biplace, pour autant qu'un aéronef ultra-léger motorisé capable d'opérer aussi bien comme avion normal que sur flotteurs reste sous les deux limites fixées pour la masse maximale autorisée au décollage, selon le cas.

Ne sont pas compris dans cette définition les aéronefs à voilure rotative et les aéronefs à décollage à pieds.
Les aéronefs ultralégers sont répartis par groupe (ULM ou DPM) :
- avion ultra-léger motorisé (ULM) : aéronef ultra-léger motorisé dont le contrôle en vol est assuré par des commandes aérodynamiques agissant autour de deux axes au moins ;
- avion ultra-léger motorisé de type « aile delta » (DPM) : aéronef ultra-léger motorisé dont le contrôle en vol s'effectue par déplacement du centre de gravité provoqué par le pilote.

### Canada
Selon Transports Canada, un avion ultraléger de base est défini comme étant :
- un avion monoplace d'un poids au départ d'au plus 165 kg (363,8 lb) et d'une surface alaire, exprimée en mètres carrés, au moins égale au résultat de la division du poids au départ diminué de 15 par le nombre 10, et non inférieure à 10 m2 ;
- un avion biplace d'entraînement d'un poids au départ d'au plus 195 kg (429,9 lb) et d'une surface alaire, exprimée en mètres carrés, d'au moins 10 m2 et d'une charge alaire d'au plus 25 kg·m-2 (5,12 lb pi−2), calculée d'après le poids au départ additionné de 80 kg (176,4 lb) par occupant ;
- ou un avion d'au plus deux places, conçu et construit pour avoir une masse maximale au décollage de 544 kg et une vitesse de décrochage (Vso) en configuration d'atterrissage d'au plus 39 nœuds (72 km/h) à la masse maximale au décollage.

Un avion ultraléger de type évolué s'entend d'un avion dont la définition de type est conforme aux normes précisées dans le manuel intitulé « Normes de conception pour avions ultralégers de type évolué ». Un avion ultraléger de type évolué ne comprend ni les aéronefs pour parachute entraînés par moteur, ni les ultralégers pendulaires à train tricycle, ni les planeurs propulsés.
Au Canada, les ultralégers sont répartis en plusieurs catégories. Les parachutes motorisés, les paramoteurs, les pendulaires et les 3 axes. Dans la catégorie 3 axes, les aéronefs peuvent être classés en deux autres catégories soit les ultralégers de base et les ultralégers évolués.
Un ultraléger de base se définit comme un appareil monomoteur pour lequel aucun certificat de navigabilité n'est émis. De plus, on ne peut emmener de passager à son bord. L'ultraléger évolué se définit comme étant un appareil monomoteur de 1 ou 2 places dont le poids brut maximum n'excède pas 1 200 livres (soit 545,5 kg).
La firme canadienne Fisher commercialise de nombreux kits, comme le Fisher FP-404.

### États-Unis
Les États-Unis ont deux catégories d'aéronefs légers : Ultra-Light et Light Sport Aircraft.

#### Ultra-Light
La catégorie Ultra-Light comprend les appareils répondant aux conditions suivantes et autorisés à voler au-dessus des zones non peuplées durant le jour aéronautique :
- monoplace ;
- d'une capacité carburant inférieure à 5 gallons (19 litres) ;
- de poids à vide inférieur à 254 livres (115 kg) ;
- de vitesse maximale de 55 nœuds (102 km/h) ;
- d'une vitesse de décrochage inférieure à 24 nœuds (44,5 km/h).

La loi n'impose aucune licence ou formation. Une formation est cependant fortement recommandée pour la sécurité.

#### Light sport aircraft
La catégorie Light sport aircraft (LSA) comprend les appareils répondant aux conditions suivantes :
- mono- ou biplace d'un poids maximum de 600 kg (650 kg si amphibie) ;
- de vitesse maximale de 120 nœuds (222 km/h) ;
- d'une vitesse de décrochage inférieure à 45 nœuds (83 km/h)en configuration lisse ;
- un train d'atterrissage fixe ;
- une hélice à pas fixe ou ajustable au sol (mais pas en vol) ;
- un seul moteur.

### Suisse

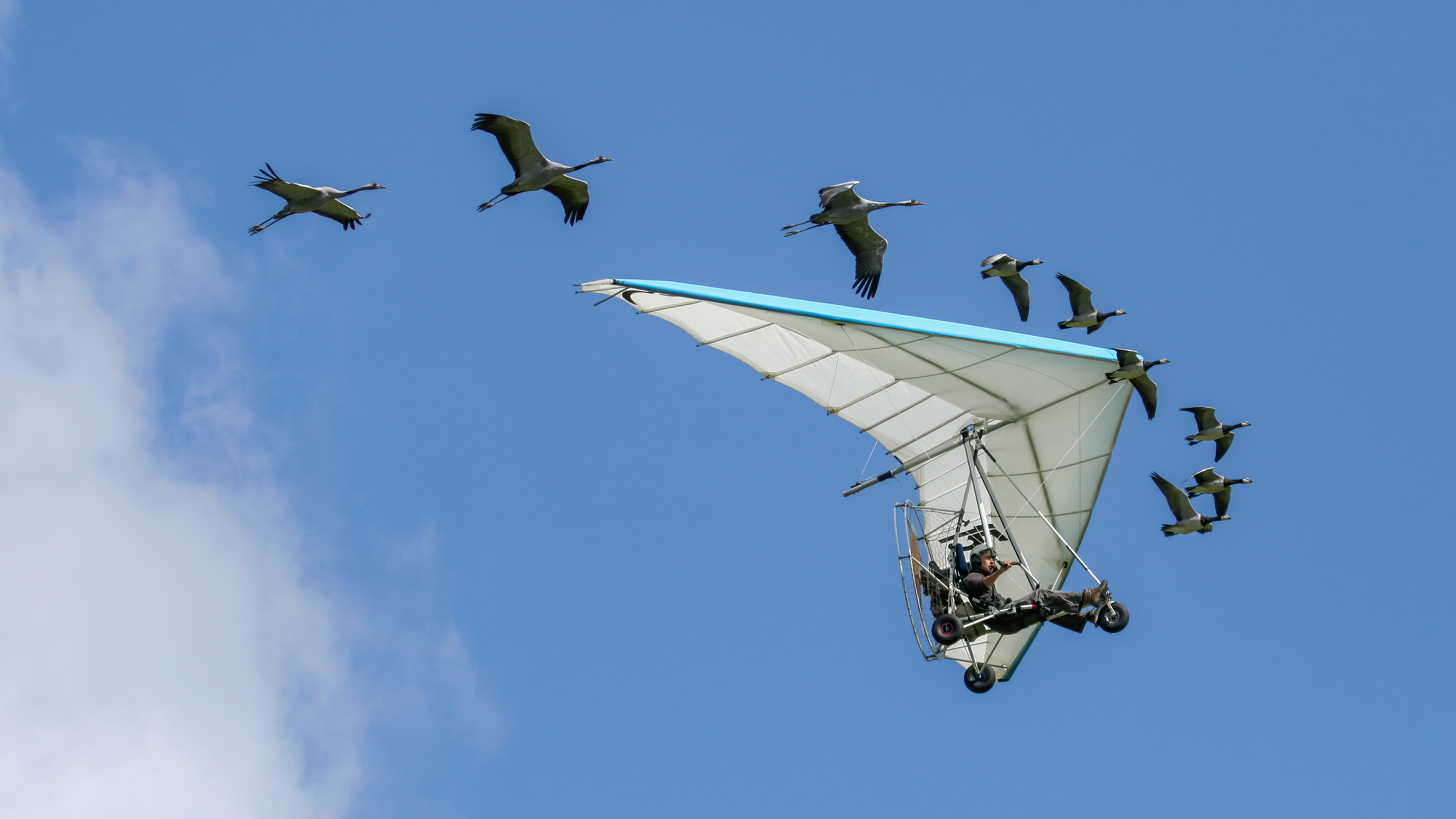
En planeur ultra-léger motorisé accompagné de grues cendrées et d'oies en Suisse. Septembre 2007.

L'Office fédéral de l'aviation civile (OFAC) réglemente les vols. Toutes les catégories d'ULM sauf les Ecolight sont interdites de vol depuis le 4 juillet 1984 pour des raisons « écologiques » et de pollution sonore, mais il est admis que ce n'est qu'un prétexte purement politique car un ULM à moteur 4 temps moderne (l'Ecolight utilise d'ailleurs un Rotax 912 d'ULM parfaitement conventionnel, fonctionnant à l'essence automobile sans plomb) est dans tous les cas bien moins polluant que les avions légers qui eux ne sont pas interdits bien que consommant des grandes quantités (moteurs peu performants) d'un carburant très polluant (contient une forte quantité de plomb) et aussi plus bruyants. Les pilotes se rendent dans les pays limitrophes pour voler, provoquant une hausse substantielle des cotisations et en encombrement des hangars au détriment des locaux[non neutre].
Toutefois, des autorisations peuvent être accordées pour des essais d'aéronefs dans un rayon de 5 kilomètres autour de la zone de décollage.
Depuis le 1er juillet 2005, une catégorie d'ULM, les Ecolight, peuvent être immatriculés et voler. Ceci ne concerne pour l'instant que les multi-axes, pour autant qu'ils correspondent à la certification anglaise, allemande, ou JAR, depuis le 1er avril 2006.

## Avantages et inconvénients des ULM

### Liberté de pratique

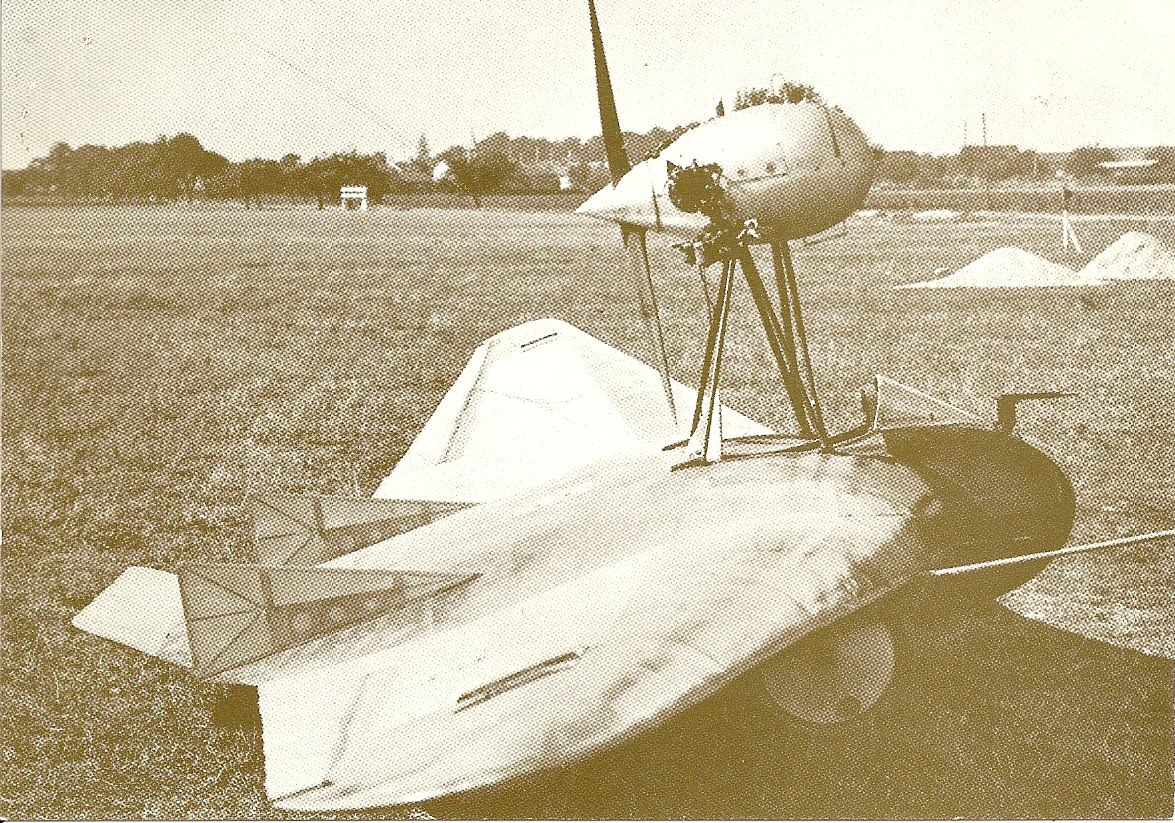
Aile volante Chauvet en 1933 sur l'aérodrome de Guyancourt.

Contrairement à l'aviation classique pour laquelle la sécurité s'appuie en grande partie sur la certification des matériels et la surveillance des pilotes, la sécurité de l'aviation ULM repose d'une part sur la responsabilité des pilotes (comme pour toutes les actes de circulation aérienne) et sur la responsabilité du fabricant qui est seul garant du dossier technique déclaratif déposé auprès de l'administration. L'avantage de cette absence de contrôle a priori par l'administration, permet d'effectuer des modifications rapidement et à moindre coût. Mais le pilote ULM garantit seul le respect des consignes d'utilisation et d'entretien de l'appareil et, s'il effectue des modifications ou changements de pièces considérées comme essentielles par le fabricant, il est responsable de celles-ci.
Dans la plupart des pays européens y compris en France la compétence du pilote est attestée par un brevet de pilote. Pour pouvoir emporter un passager le pilote devra passer une qualification « Emport d'un passager ». Dans certains pays, comme les États-Unis, aucun brevet n'est nécessaire, mais la pratique de l'ultra-léger y est extrêmement restrictive (monoplace de 115 kg à vide et très faibles performances uniquement). Cette liberté particulière est un des principaux avantages de l'aviation ULM qui a dépassé à elle seule le nombre de pilotes brevetés de toutes les autres catégories de pilotes de l’aviation légère. Pour autant, d'un point de vue statistique, la pratique de l'ULM ne s'avère pas plus dangereuse que l'aviation légère certifiée.
Enfin, le principal intérêt de l’ULM en France réside dans le fait qu’il n’est pas obligé d’utiliser uniquement les aérodromes, mais peut aussi se « poser en campagne » et utiliser des plates-formes permanentes (arrêté préfectoral) ou occasionnelles (accord du propriétaire et information préalable du maire).
Un inconvénient : Certains aérodromes sont interdits d'accès aux ULM pour des raisons de bruit et sécurité, ce qui complique considérablement la pratique de l'ULM dans les régions où les pistes ULM spécifiques ou avion avec autorisation d'accès sont rares.

### En résumé
- Légèreté : sensibilité accrue aux conditions météorologiques à l'exception de la classe autogire qui n'est que très peu sensible aux turbulences, même assez fortes.
- Faibles altitude et vitesse de vol : très adapté à la promenade et à la photographie aérienne ; handicapant pour la navigation. Il existe cependant des modèles d'avions ultralégers (ULM) très haut de gamme aussi performants, voire plus performants que des avions légers certifiés.
- Liberté : Possibilité d'opérer tant à partir d'aérodromes certifiés (comme les avions légers) que de plateformes ULM permanentes ou temporaires (une bande de 300 m de jachère suffit pour beaucoup d'ULM)
- Responsabilité : C'est le propriétaire/pilote qui juge lui même en toute connaissance de cause de la navigabilité de sa machine, sans passer par un organisme certificateur comme dans le cas de l'aviation légère et commerciale.
- Prix : coût d'acquisition, d'entretien et d'usage plus faible que pour l'avion léger classique.
- Accessibilité : brevet de pilote ULM obtenu à vie, sans obligation d'heures minimales de vol régulières ou de contrôle médical (en France).

## Sécurité (France)
| Année | Décès | Blessés graves | Accidents | Nombre adhérent FFPLUM |
| ----- | ----- | -------------- | --------- | ---------------------- |
| 2004  | 25    | 28             | 34        | 9842                   |
| 2005  | 17    | 23             | 61        | 10 532                 |
| 2006  | 15    | 18             | 41        | 11 262                 |
| 2007  | 21    | 15             | 49        | 12 496                 |
| 2008  | 21    | 24             | 43        | 13 108                 |
| 2009  | 31    | 25             | 84        | 13 398                 |
| 2010  | 30    | 22             | 93        | 13 534                 |
| 2011  | 32    | 38             | 125       | 14 194                 |
| 2012  | 24    | 23             | 131       | 14 221                 |
| 2013  | 25    | 14             | 90        | 14 517                 |
| 2014  | 23    | 23             | 100       | 15 104                 |
| 2015  | 43    | 32             | 129       | 15 453                 |
| 2016  | 16    | 36             | 119       | 15 344                 |
| 2017  | 33    | 27             | 82        | 15 393                 |
| 2018  | 28    | 30             | 64        | 14 857                 |
| 2019  | 24    | 22             | 104       | 15 510                 |
| 2020  | 15    | 18             | 85        | 15 718                 |
| 2021  | 26    | 26             | 105       | 16 141                 |
| 2022  | 32    | 21             | 105       | 16 521                 |
| 2023  | 22    | 12             | 94        | 16 400                 |
| 2024  | 13    | 11             | 81        | 16140                  |

Le niveau de sécurité des ULM est aujourd'hui comparable à celui des autres catégories d'aviation de loisir, avec 4 incidents pour 100 000 heures de vol.
Le graphique ci-dessous représente l'évolution du nombre d'adhérents à la FFPLUM en millier (courbe bleu), l'évolution du nombres de décès (courbe rouge), et l'évolution du ratio nombre décès/nombre d'adhérents (courbe verte).
On peut constater sur la courbe verte une tendance globale qui tend vers une diminution du nombre de décès par rapport au nombre d'adhérents en excluant le pic de 2015, démontrant une propension à une augmentation de la sécurité des vols.

### Fédérations
- Fédération Européenne des Loisirs Aériens (vol libre et vol ULM)
- Fédération Européenne ULM
- Fédération Française de Planeur Ultra-Léger Motorisé
- Fédération Belge d'Aviation Micro-Légère
- Fédération Suisse - SMF